# Замойский, Владислав
Граф Владислав Станислав Замойский (пол. Władysław Stanisław Zamoyski; 1803, Варшава — 11 января 1868, Париж) — польский аристократ и государственный деятель, дипломат, участник польского восстания в ноябре 1830 года, полковник войск польских, генерал дивизии турецких войск, британский генерал.

## Биография
Представитель рода Замойских, польского графского рода, восходящего к XV веку, предок их Фома Лазнинский, герба Елита, в начале XV в. приобрел вотчину Старое Замостье, от которой его сыновья стали писаться Замойскими.
Граф Владислав родился в аристократической семье, герба Елита. Его родителями были Станислав Костка Замойский (1775—1856), польский государственный деятель Варшавского герцогства, Царства Польского и Российской империи, действительный тайный советник, а мать княгиня Софья Чарторыйская. Младший брат Анджея Замойского (1800—1874), польского государственного деятеля.
С 1823 года состоял в армии Царства Польского, в 1828 г. стал адъютантом Великого князя Константина Павловича.
Во время ноябрьского восстания в Польше (1830—1831) — адъютант генерала Яна Скржинецкого. В марте 1831 г. награждён Золотым крестом ордена Virtuti Militari. В апреле того же года ему был присвоен чин подполковника, а в самом конце восстания — полковника. Принимал участие в качестве посредника в переговорах между польским Административных Советом и Константином Павловичем.
После поражения восстания эмигрировал во Францию. Один из ближайших к Адаму Чарторыйскому предводителей консервативного крыла аристократической части польской эмиграции — «Монархическое товарищество Третьего Мая», руководил политикой «Отеля Ламбер». В 1832—1839 годах служил в новосозданной бельгийской армии.
Поддерживал антироссийскую политику западноевропейских держав, противоправительственные революционные и национально-освободительные движения, рассчитывая при их успехе на восстановление Польши. Во время революционных выступлений 1848—1849 годов по приказу Адама Чарторыйского организовал польский отряд в Италии, в войсках главнокомандующего сардинской армией В. Хржановского. После поражения Сардинии в битве при Новаре, вступил в ряды формирований генерала Юзефа Бема в Португалии, а затем генерала Г. Дембинского в Испании.
Во время Крымской войны в 1854—1856 г. в результате стараний бригадного генерала Владислава Замойского был организован состоящий на британском довольствии II Полк султанских казаков в турецкой армии. Присвоен чин генерала британской армии.
Во время Крымской войны покровительствовал польским военным формированиям в Турции. Во время январского восстания в Польше (1863—1864) безуспешно пытался добиться помощи Великобритании.
Заметной роли больше не играл. Умер в Париже и похоронен на кладбище в Монморанси.

## Семья и дети
14 октября 1852 года женился на графине Ядвиге Дзялынской (4 июля 1831 — 4 ноября 1922), дочери графа Адама-Тита Дзялынского (1796—1861) и графини Целестины Гризельды Замойской (1804—1883). их дети:
- Владислав (18 ноября 1853 — 3 октября 1924)
- Витольд (6 октября 1855 — 18 мая 1874)
- Мария (15 мая 1860 — 23 февраля 1937)